# セルフケア

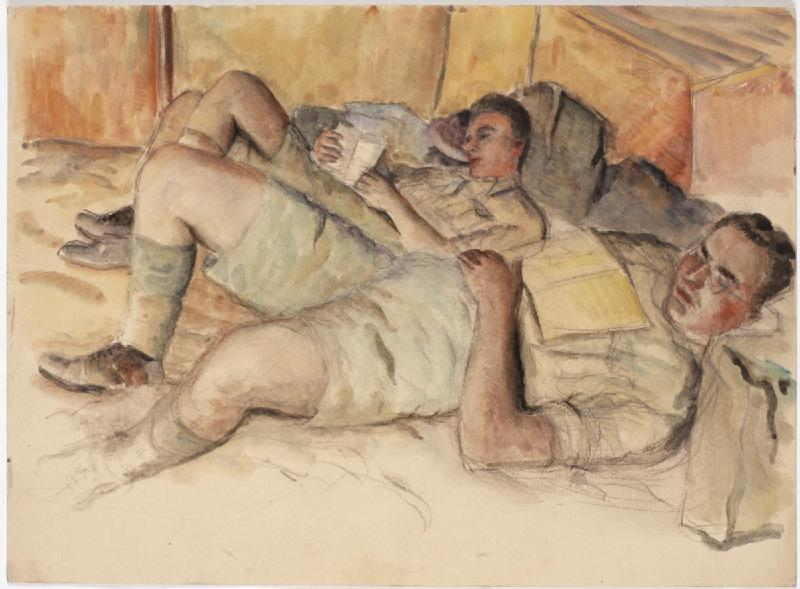
睡眠の確保。シエスタ（昼寝）をする二人の男性を描いたデッサン。

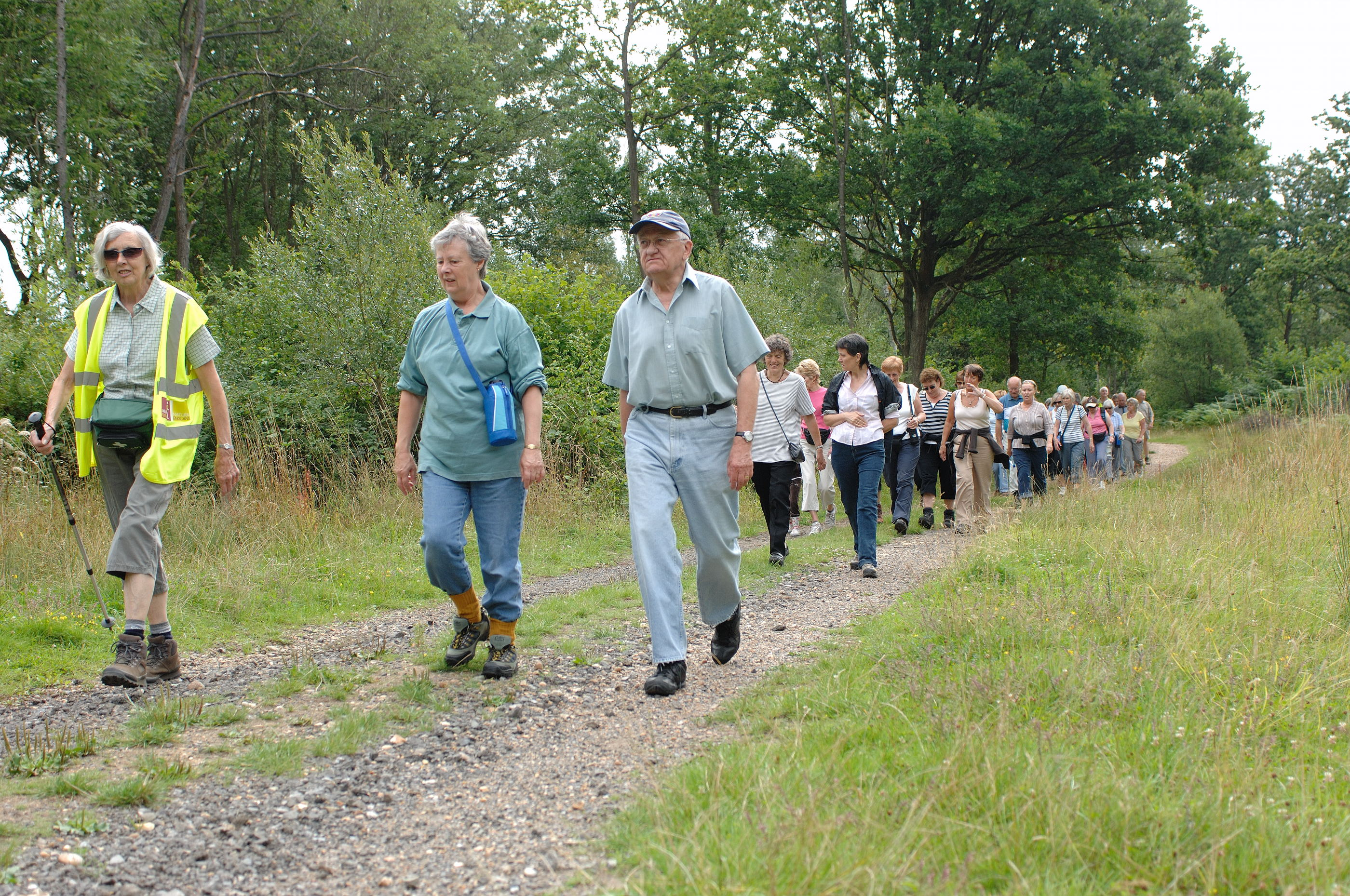
歩くこと。イギリスで行われている「Walking for Health」という活動。積極的に歩く機会をもうけることで健康を保つ。

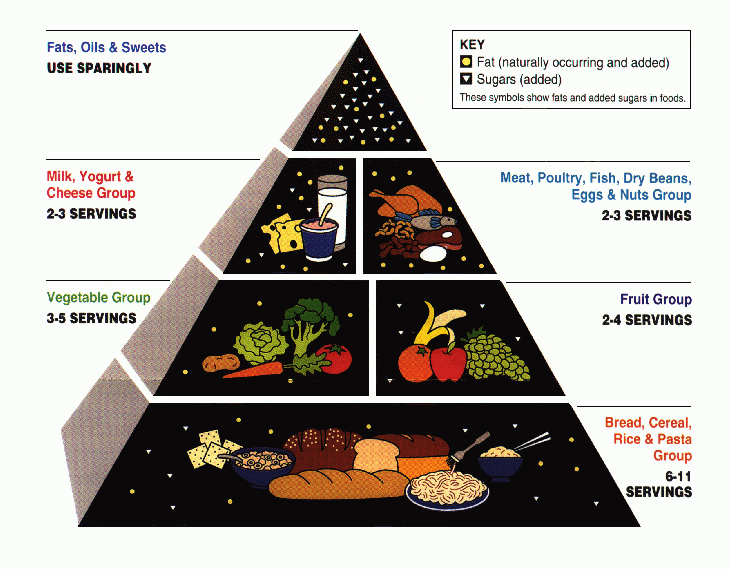
ヘルシーフードピラミッドを考慮した食生活をおくること。

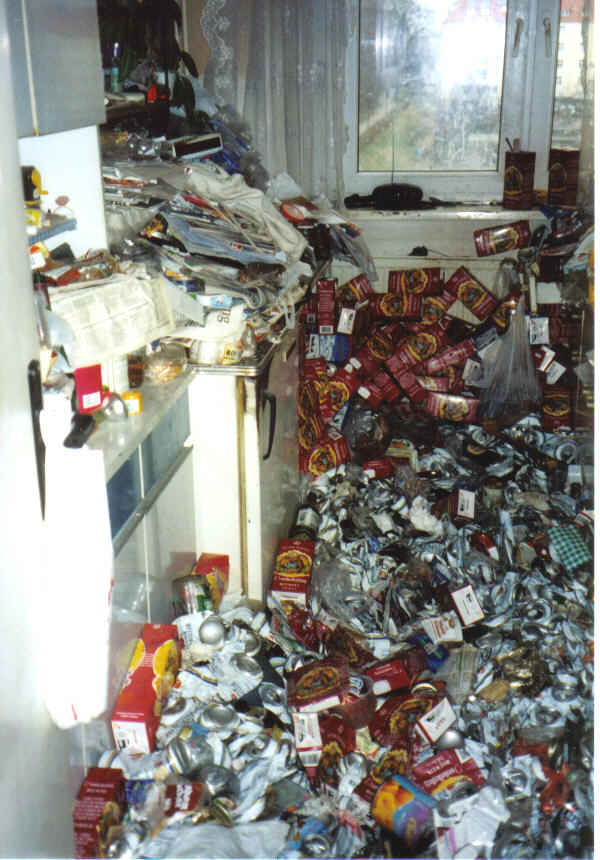
ごみ屋敷は衛生ケアができていない

セルフケア（英: self care）とは、自分自身をケアすること、すなわち自分自身で世話をする・面倒を見ることである。看護開発協議会は、対人関係およびコミュニケーションを通して学習された、ひとりひとりが管理・意図し、自発的に行う自己節制的な行為（機能）と定義している。
成人は理性的な生活および健康を維持するために、自らをケアする権利および責任を持つ。セルフケアはプライマリケアにおいて疾患ケアの基本である。自己管理は非常に大事であり、セルフケアを学習し、目的をもって継続的に取り組むべきであるともされる。
セルフケアは世界各国において医療費上昇という問題に対する解決策のひとつであるとされている。セルフケアは保健・社会的ケアの基礎的な柱であり、現代の医療制度の中で重要な立ち位置を占めている。
医療機関で行われる「セルフケア」というものもありはするが、これは本来の意義とは逆のところに位置している。現代医学においては、予防医療もセルフケアに近い概念とされている。医学的助言を受けておらずかつ精神疾患を持っている人々というのは、セルフケアをうまくできていない、という。

## 普遍的セルフケア要件
健康とは、身体的、精神的、社会的に完全な良好な状態であり、たんに病気あるいは虚弱でないことではない。
—WHO憲章
人間の本質的欲求として、全ての人々が必要とするセルフケア要件がいくつかある。人は空気、水、食物を取り入れる必要があり、それを便として排泄した場合はケアを必要とする。睡眠と活動のバランス、孤独と社会的活動のバランスも大切である。人に危険をもたらすものの予防・敬遠、社会集団における発達も大事である。人の成熟には、セルフケア能力の自律的発達が必要とされる。

## 評価
セルフケアの評価尺度には以下が存在する。
- 世界保健機関による健康および障害の評価（WHODAS）
- 機能的自立度評価法（Functional Independence Measure, FIM）
- KatzのADL評価尺度

## 健康の維持
そもそも、軽度の怪我や軽度の身体的不調の多くは自然治癒力で治るものである。
十分な休養をとり、適切な栄養をとり、適度に身体活動（運動）をすれば自然治癒力（自己治癒力、身体がもともと備えている自己治癒するためのシステム）が活発に働き、身体それ自体が高度なシステムを働かせて細胞レベルでも適切な活動が起き、身体自体が身体を治してくれるのである。これはすでに古代ギリシャの時代から、医学の父ともされるヒポクラテスが説いていたことで、現代にいたるまでこの基本は変わっていない。ヒポクラテスも言っているように、そちらが肝心なのであって、医師がやるべきことはその自然治癒力の邪魔をしないようにすることである。
自然治癒力をないがしろにして、作為的な手法で身体に薬物などを注入するようなことをして自然治癒力を妨害してしまうようなことは邪道なことで、本末転倒だとヒポクラテスの時代から指摘されているわけである。ひとりひとりの人も、本来ならばわざわざ健康を商売のネタにしている人々のところ（しばしば、偽医療を行ってでもいいから金を稼ごうと考えている人々のところ）に行き、料金を払ってまでして、わざわざ自身の自然治癒力を妨害する必要は無く、また（現代人は健康関連業者の宣伝の悪影響でつい忘れがちであるが）本当は、妨害などせず、自然治癒力を根本の柱にするほうが望ましいわけである。
ただし、その人自身も知らず知らずのうちに　自身の自己治癒力を妨害してしまっていることがあるので、そういうことはしないようにしなければならない。つまり、普段から、ひとりひとりが自分の健康に配慮し、自分の生活習慣を管理し、自発的に自己節制を行うこと、つまりセルフケアを行う、ということは必要なのである。例えば次のようなことは基本である。
- 十分な休養を取ること[10]
- 適切な栄養を適量とること[10]
- 適度に運動をすること。アメリカ疾病予防管理センター(CDC)は、週あたり2.5時間の中程度の運動を推奨している[12]。

つまり、近年の日本では「生活習慣」と呼ばれるようになっている様々な行為や選択に注意を払い、適切な行為・行動を行う、ということが必要なわけである。
また次のようなことも有意義である。
- 体重計、血圧計、血糖値計などを用いて、自分の身体の状態を数値で把握する。（メジャーを用いて腹まわりなどのサイズを測ることも意味がある）
- セルフマッサージを行う
- 温泉やスパなどで、湯の温度や水圧を用いて身体全体の血液循環を促進する。
- すでに持病がある人は、その疾患対策の医薬品を携帯して適宜服用する。

健康に責任を持つには、まず普段から自分の健康に責任を持とうとする意識・自覚が必要で、普段から生活習慣を整え、睡眠を十分にとり、食事内容に気をつけ、適度な運動を行うことが基本になる。たとえば睡眠不足になったら、自分で意識してきっかけをつくり睡眠を十分にとるようにする。食事に関しては（ちょうど子供の学校などで管理栄養士が給食の内容を気にかけてくれるように）自分の食事内容を自分自身で気にかけ、日々の食事内容を意識的に記録し、カロリーの計算や栄養素の検討を行い、特定の栄養素の過不足になったらそれらの量を調整する。また、誰から指摘されなくとも自発的に、運動不足になる前に、普段から自覚的に適量の運動を行う。こうしたことが基本なのである。。日本人は昔から温泉を活用してきた。たとえば身体が不調な場合は湯治場で比較的安価に長期滞在し、身体の不調を自力で治してきた歴史があり、現在でもそれは行われている。

### セルフケアの支援
- 医療・福祉においては、コメディカルらのチーム医療といった形で取り組まれる[1]。
- セルフヘルプグループ（支援団体や患者会） は、医療専門家に委ねず、当事者自身にて自己治癒力を高めるグループである[1]。

### アプローチ
- 休養 : 睡眠、休暇
- 食事 : 食生活指針、食育。ダイエット、食事療法。野菜。
- 運動 :  ウォーキング、ストレッチング、フィジカルトレーニング
- 衛生：排泄、ごみ処理
- 心の健康 ： ストレス管理、メディテーション、呼吸法、レクリエーション
- セルフヘルプや自己啓発
- セルフメディケーション、薬用植物

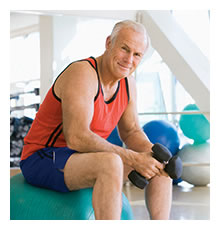
セルフケアのためにフィットネスをする人もいる。
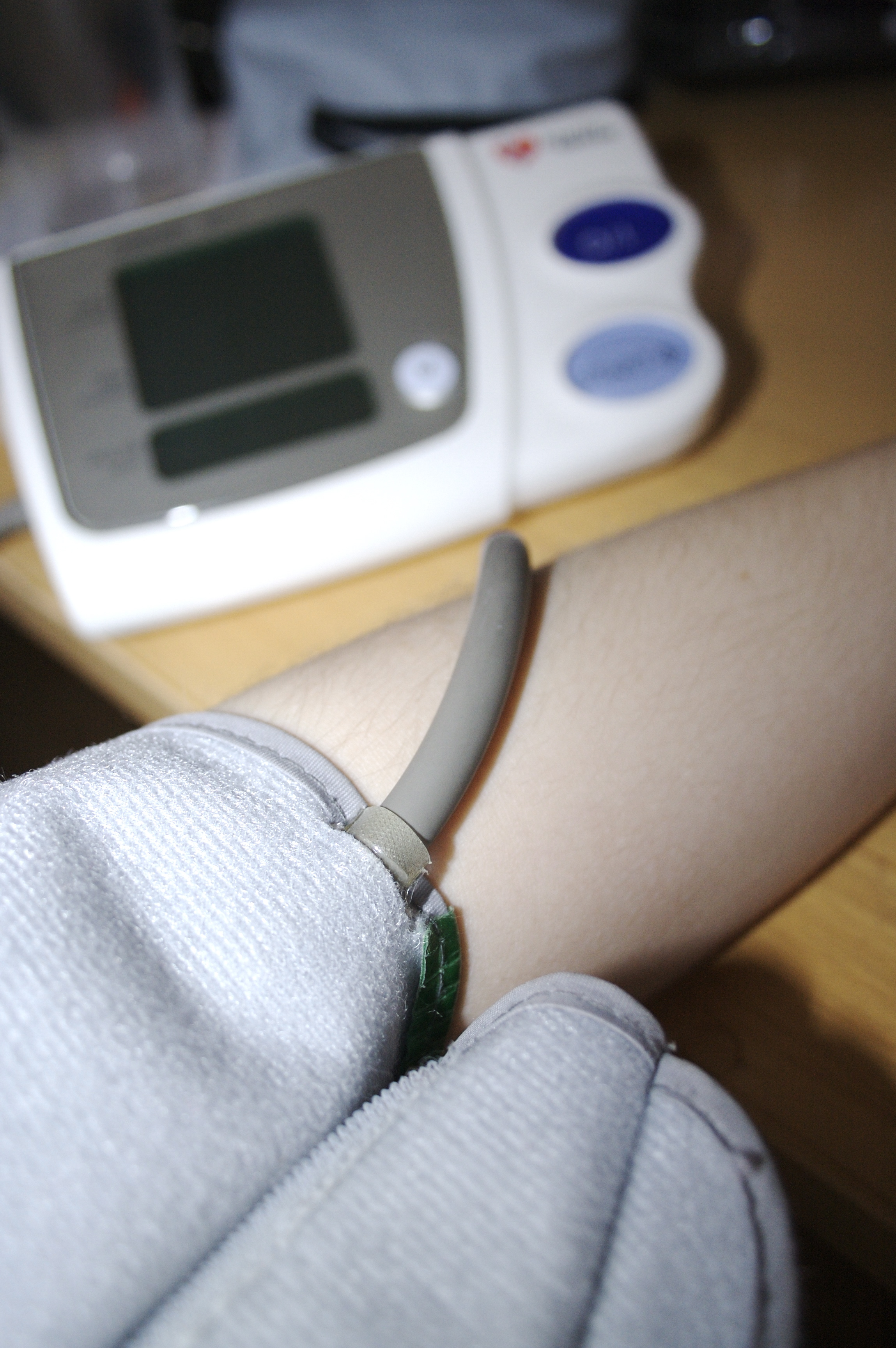
血圧計を用いて自分で血圧を測り、それを把握し、適切な対応をする。
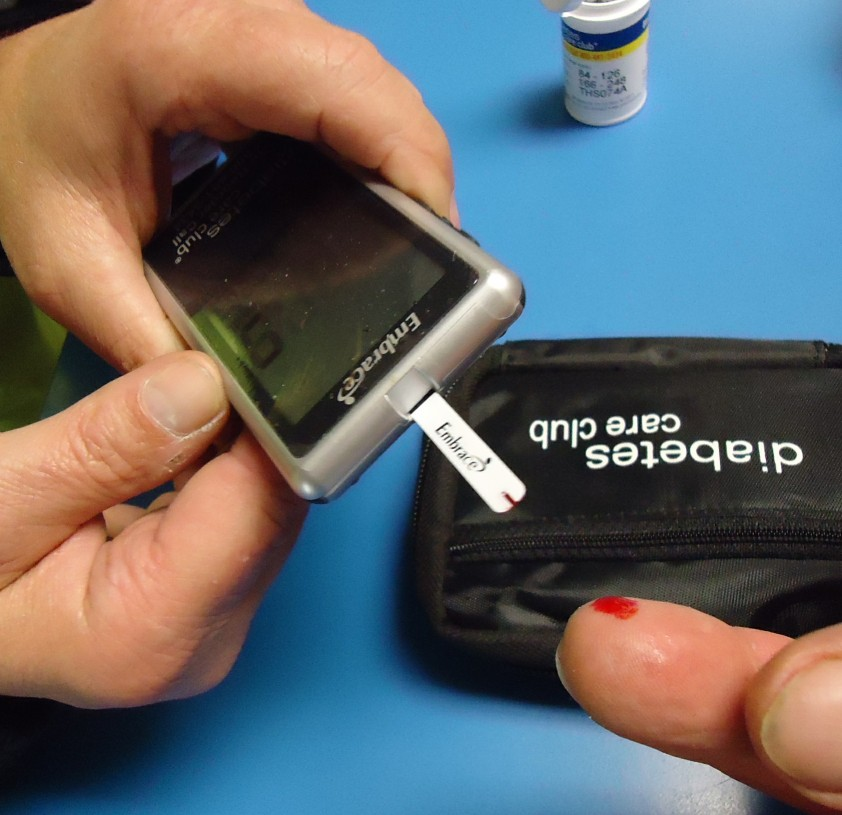
糖尿病患者の場合は、血糖値測定を自分で測定するという方法もある。
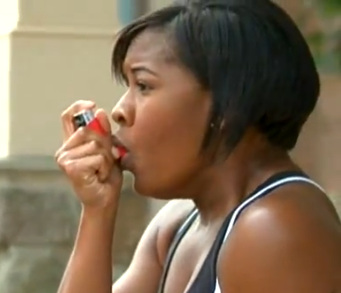
ぜんそくの症状がある人は、ぜんそく薬を自己吸引するが、これもセルフケアの一種と言える。
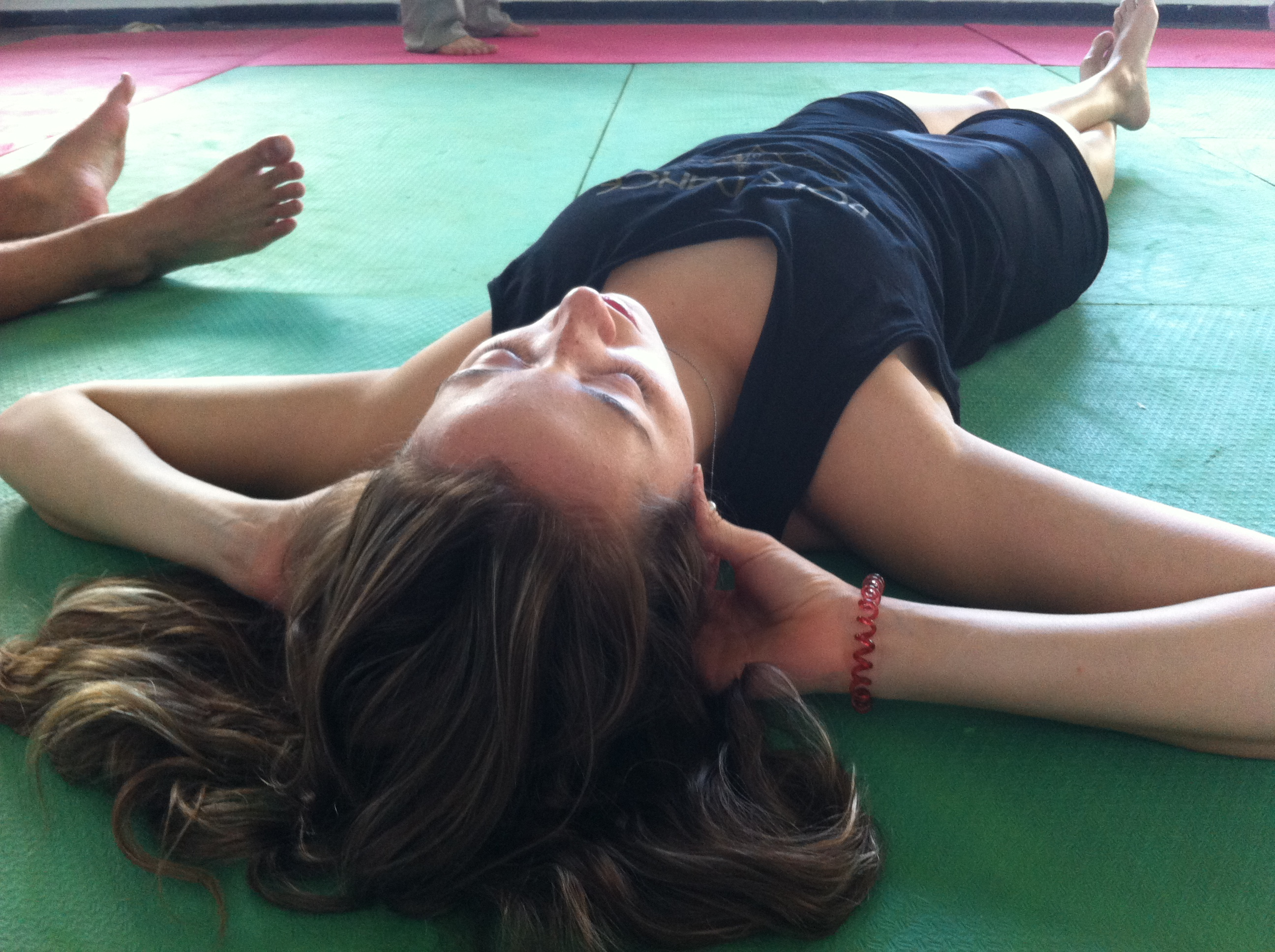
セルフ・マッサージ。自分で自分をマッサージする方法も効果的である。本当にマッサージしたい場所をピンポイントで重点的に行うこともできる。
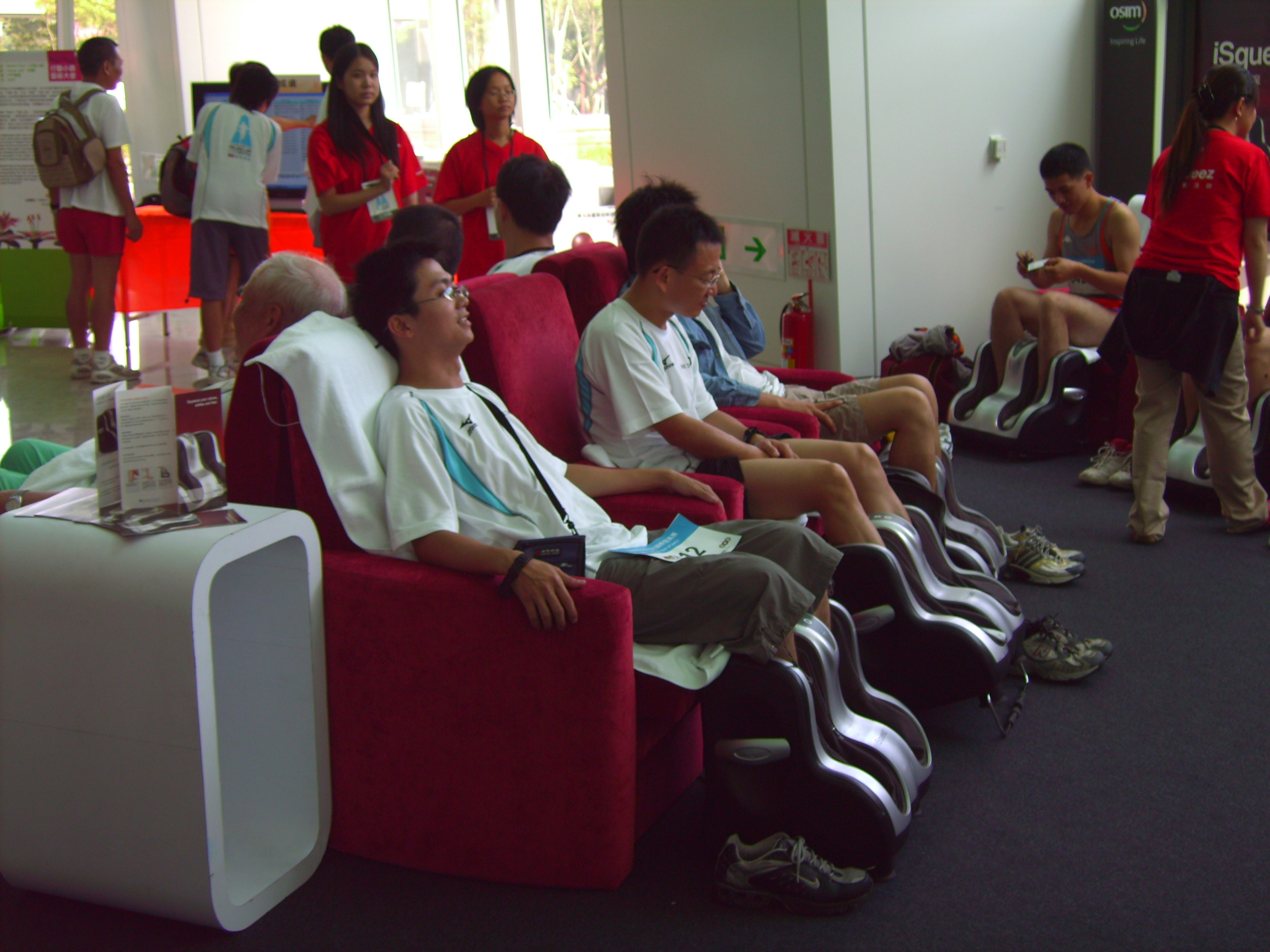
マッサージ・チェアを使うと楽にセルフマッサージが行える。

## 歴史

### 日本
徳川家康は、自分の健康に留意しており、当時としてはかなり長生きした。平時にはお供とともに鷹狩りなどに出かけることで適度な運動をとっていた。山野を歩くことになる鷹狩りはけっこうな運動となったのであり、精神的なストレスの解消ともなった。また家康は漢方薬・薬草にも造詣が深く、医者にむやみに頼らず、自ら調合した薬を服用していた。また当時の他の武将たち同様に、家康も温泉を活用した。